# İnpiri, Amasra
İnpiri là một xã thuộc huyện Amasra, tỉnh Bartın, Thổ Nhĩ Kỳ. Dân số thời điểm năm 2011 là 213 người.